# Park Joo-mi
Park Joo-mi (박주미?, Bak Ju-miLR, Pak ChumiMR; Seul, 5 ottobre 1972) è un'attrice sudcoreana.
Debuttò come modella per Asiana Airlines, poi iniziò a recitare nel 1991 partecipando a diversi drama televisivi come Areumda-un Seoul (1999) e Neukkim-i joh-a (2000). Dopo essere comparsa in Yeo-in cheonha, Park sposò l'imprenditore Lee Jang-won nel 2001 e si ritirò temporaneamente dalla recitazione per concentrarsi sulla famiglia, dando alla luce due maschi nel 2002 e nel 2007, e facendo qualche apparizione televisiva in pubblicità o varietà. Tornò sulle scene nel 2010 nel film thriller Pagoedoen sana-i e nel drama familiare Sarang-eul mid-eo-yo l'anno seguente. Nel 2012, interpretò la regina Seondeok in Dae-wang-ui kkum per soli 18 dei 70 episodi previsti a causa di un incidente d'auto che la costrinse a rinunciare per ricevere le cure mediche in seguito alle lesioni interne riportate. Una volta guarita, tornò in televisione nel 2014 con Gang-gu i-yagi.

## Filmografia

### Cinema
- Pagoedoen sana-i (파괴된 사나이?), regia di Woo Min-ho (2010)
- Deokhye ongju (덕혜옹주?), regia di Hur Jin-ho (2016)

### Televisione
- Yeomyeong-ui nundongja (여명의 눈동자?) – serie TV (1991-1992)
- Urideur-ui cheonguk (우리들의 천국?) – serie TV (1991)
- Geor-eoseo haneulkkaji (걸어서 하늘까지?) – serie TV (1993)
- Sanbaram (산바람?) – serie TV (1993)
- Hanjibung segajok (한지붕 세가족?) – serie TV (1994)
- Kareisky (까레이스키?, Kkare-iseukiLR) – serie TV (1994)
- Jo Gwang-jo (조광조?) – serie TV (1996)
- Appaneun sijangnim (아빠는 시장님?) – serie TV (1996)
- Nae an-ui cheonsa (내 안의 천사?) – serie TV (1997)
- Hakgyo 2 (학교 2?) – serie TV (1999)
- Heo Jun (허준?) – serie TV (1999)
- Areumda-un Seoul (아름다운 서울?) – serie TV (1999)
- Neukkim-i joh-a (느낌이 좋아?) – serie TV (2000)
- Ajumma (아줌마?) – serie TV (2000)
- Hakgyo 3 (학교 3?) – serie TV (2000)
- Yeo-in cheonha (여인천하?) – serie TV (2001)
- All In (올인?) – serie TV (2003)
- Sarang-eul mid-eo-yo (사랑을 믿어요?) – serie TV (2011)
- Sinsa-ui pumgyeok (신사의 품격?) – serie TV (2012)
- Dae-wang-ui kkum (대왕의 꿈?) – serie TV (2012)
- Gang-gu i-yagi (강구 이야기?) – serie TV (2014)
- Blood (블러드?, BeulleodeuLR) – serie TV (2015)
- Okjunghwa (옥중화?) – serie TV (2016)
- Iri-wa an-ajwo (이리와 안아줘?) – serie TV (2018)
- Nae a-idineun Gangnammi-in (내 아이디는 강남미인?) – serie TV (2018)
- Love (ft. Marriage and Divorce) ((결혼작사 이혼작곡?, Gyeolhonjaksa ihonjakgokLR) – serie TV (2021-2022)

## Riconoscimenti
- KBS Drama Awards
  - 2011 – Candidatura Premio all'eccellenza, attrice in un drama seriale per Sarang-eul mid-eo-yo